# Tupper Lake (village, New York)
Tupper Lake est un village situé dans le comté de Franklin, dans l'État de New York, aux États-Unis. En 2010, il comptait une population de 3 667 habitants, estimée au 1er juillet 2019 à 3 443 habitants.